# Bienvenue
Bienvenue är en udde i Antarktis. Den ligger i Östantarktis. Frankrike gör anspråk på området.
Terrängen inåt land är varierad. Havet är nära Bienvenue norrut. Trakten är obefolkad. Det finns inga samhällen i närheten.